# ارتش فدراسیون بوسنی و هرزگوین
ارتش فدراسیون بوسنی و هرزگوین (بوسنیایی: Vojska Federacije Bosne i Hercegovine) ارتشی بود که بعد از موافقت‌نامه دیتون در بوسنی و هرزگوین تشکیل شد. در سال ۲۰۰۵ این ارتش با نیروهای مسلح بوسنی و هرزگوین که توسط وزارت دفاع بوسنی و هرزگوین کنترل می‌شد، ادغام شد.